# Brendan John Cahill
Brendan John Cahill (Coral Gables, 28 novembre 1963) è un vescovo cattolico statunitense, dal 23 aprile 2015 vescovo di Victoria in Texas.

## Biografia
Brendan John Cahill è nato a Coral Gables, in Florida, il 28 novembre 1963 ed è il quarto dei cinque figli di Joe e Joan Cahill. Nel 1971 la sua famiglia si è trasferita a Houston e i suoi genitori, fratelli e sorelle, nipoti e pronipoti vivono tutti a Houston oggi.

### Formazione e ministero sacerdotale
Ha frequentato la St. Cecilia Catholic School e nel 1981 si è diplomato alla St. Thomas High School. Dopo un anno di studi all'Università Rice di Houston, nel 1982 è entrato nel seminario "Santa Maria" della stessa città. Nel 1985 ha conseguito la laurea in psicologia e nel 1990 il Master of Divinity presso l'Università di San Tommaso a Houston.
Il 19 maggio 1990 è stato ordinato presbitero per la diocesi di Galveston-Houston. In seguito è stato vicario parrocchiale della parrocchia di Santa Francesca Cabrini a Houston dal 1990 al 1992 e della parrocchia di Cristo Buon Pastore a Spring dal 1992 al 1994. Nel 1993 ha ottenuto un master in studi afro-americani presso la Xavier University of Louisiana di New Orleans. Nel 1994 è stato inviato a Roma per studi. Ha preso residenza presso la Casa Santa Maria del Pontificio collegio americano del Nord. Ha conseguito la  licenza nel 1996 e il dottorato nel 1999 in teologia dogmatica presso la Pontificia Università Gregoriana. Questi studi hanno sviluppato la sua conoscenza e il suo apprezzamento della ricchezza della cultura nell'espressione della fede e della profondità di pensiero dei teologi e dei vescovi coinvolti nel Concilio Vaticano II. Tornato in diocesi è stato direttore della formazione del seminario "Santa Maria" a Houston dal 1998 al 2001 e rettore dello stesso dal 2001 al 2010. Durante questo periodo ha insegnato presso la Scuola di teologia dell'Università di San Tommaso a Houston e collaborato con la Duchesne Academy of the Sacred Heart. In seguito è stato direttore del segretariato per la formazione del clero e i servizi di cappellania e vicario per il clero dal 2010 al 2015 e amministratore parrocchiale della parrocchia di San Giuseppe a Houston dal settembre del 2014 al giugno del 2015. È stato anche capo del consiglio per il personale presbiterale e membro del consiglio presbiterale.
Durante i suoi anni di servizio a Houston è stato coinvolto in diversi consigli e organizzazioni tra cui la Federazione nazionale dei consigli presbiterali; il William J. Flynn Center for Irish Studies; la Paradisus Dei; l'Anti-Defamation League Coalition of Mutual Respect; Adore Ministries e Gratia Plena Counseling. È stato direttore spirituale del Senato di Houston della Legione di Maria, cappellano del Serra Club di Houston e cappellano del capitolo di Galveston-Houston dei Cavalieri di Colombo. Inoltre, è stato co-conduttore mensile di A Show of Faith, un programma radiofonico con un ministro battista e un rabbino su KNTH 1070 a Houston, celebrante settimanale della messa per le Missionarie della Carità e celebrante mensile nella Casa Juan Diego.

### Ministero episcopale
Il 23 aprile 2015 papa Francesco lo ha nominato vescovo di Victoria in Texas. Ha ricevuto l'ordinazione episcopale il 29 giugno successivo dal cardinale Daniel Nicholas DiNardo, arcivescovo metropolita di Galveston-Houston, co-consacranti l'arcivescovo emerito della stessa arcidiocesi Joseph Anthony Fiorenza e il vescovo emerito di Victoria in Texas David Eugene Fellhauer.
Nel gennaio del 2020 ha compiuto la visita ad limina.
In seno alla Conferenza dei vescovi cattolici degli Stati Uniti è membro del sottocomitato per gli affari afroamericani e consulente del comitato per la vita. Dal 1º luglio 2017 è il vescovo promotore dell'Apostolato del mare negli Stati Uniti.
È entrato a far parte delle Communities of Faith in Victoria con altri leader cristiani, ebrei e musulmani ed è un attivo sostenitore della Gulf Bend Center Coalition for Mental Health. Fa parte della commissione per l'accreditamento delle scuole cattoliche della Conferenza episcopale del Texas ed è membro del comitato consultivo del seminario "Santissima Trinità" di Dallas.
Oltre all'inglese, conosce lo spagnolo e l'italiano e ha una conoscenza pratica del latino, del francese e del tedesco.
È cappellano magistrale del Sovrano Militare Ordine di Malta e membro dell'Ordine equestre del Santo Sepolcro di Gerusalemme.

## Genealogia episcopale
La genealogia episcopale è:
- Cardinale Scipione Rebiba
- Cardinale Giulio Antonio Santori
- Cardinale Girolamo Bernerio, O.P.
- Arcivescovo Galeazzo Sanvitale
- Cardinale Ludovico Ludovisi
- Cardinale Luigi Caetani
- Cardinale Ulderico Carpegna
- Cardinale Paluzzo Paluzzi Altieri degli Albertoni
- Papa Benedetto XIII
- Papa Benedetto XIV
- Papa Clemente XIII
- Cardinale Marcantonio Colonna
- Cardinale Giacinto Sigismondo Gerdil, B.
- Cardinale Giulio Maria della Somaglia
- Cardinale Carlo Odescalchi, S.I.
- Cardinale Costantino Patrizi Naro
- Cardinale Lucido Maria Parocchi
- Papa Pio X
- Cardinale Gaetano De Lai
- Cardinale Raffaele Carlo Rossi, O.C.D.
- Cardinale Amleto Giovanni Cicognani
- Arcivescovo James Joseph Byrne
- Vescovo Lawrence Donald Soens
- Cardinale Daniel Nicholas DiNardo
- Vescovo Brendan John Cahill